# 圣伊莱尔苏罗米伊
圣伊莱尔苏罗米伊（法語：Saint-Hilaire-sous-Romilly，法語發音：[sɛ̃.t‿ilɛʁ su ʁɔmiji]，意为“罗米伊下方的圣伊莱尔”）是法国奥布省的一个市镇，位于该省西北部，属于塞纳河畔诺让区。

## 地理
圣伊莱尔苏罗米伊（48°30'59"N, 3°39'16"E）面积20.2 平方千米，位于法国大東部大區奥布省，该省份为法国中北部省份，北起马恩省，西接塞纳-马恩省，西南至约讷省，东南至科多尔省，东临上马恩省。
与圣伊莱尔苏罗米伊接壤的市镇（或旧市镇、城区）包括：克朗塞、费勒-坎塞、热拉讷、帕尔莱罗米伊、塞纳河桥村、塞纳河畔罗米伊、圣卢德比菲尼。

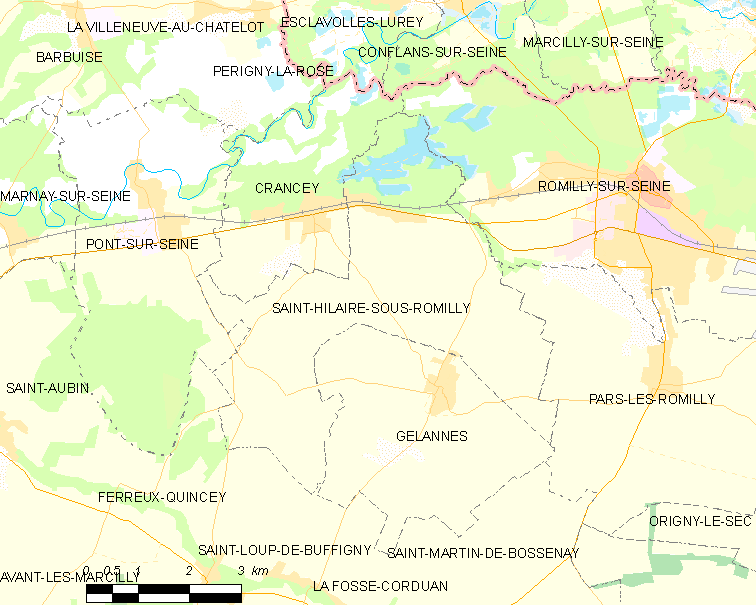
圣伊莱尔苏罗米伊的OSM定位图

圣伊莱尔苏罗米伊的时区为UTC+01:00、UTC+02:00（夏令时）。

## 行政
圣伊莱尔苏罗米伊的邮政编码为10100，INSEE市镇编码为10341。

## 政治
圣伊莱尔苏罗米伊所属的省级选区为塞纳河畔罗米伊县。

## 人口

1962-2008年间圣伊莱尔苏罗米伊人口变化图示

圣伊莱尔苏罗米伊于2022年1月1日时的人口数量为339人。